# Wilhelm Halffter

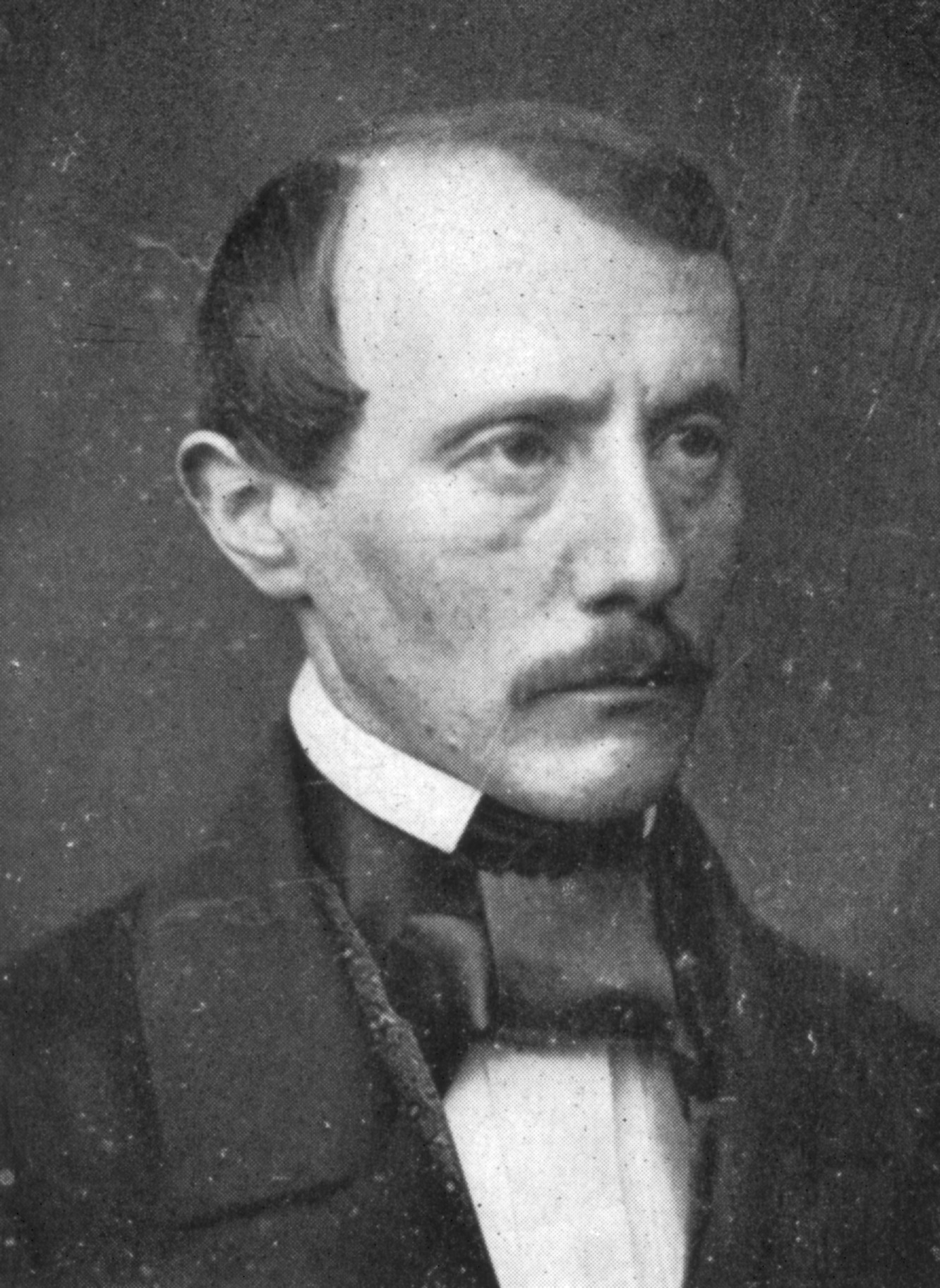
Wilhelm Halffter, Selbstbildnis, um 1855

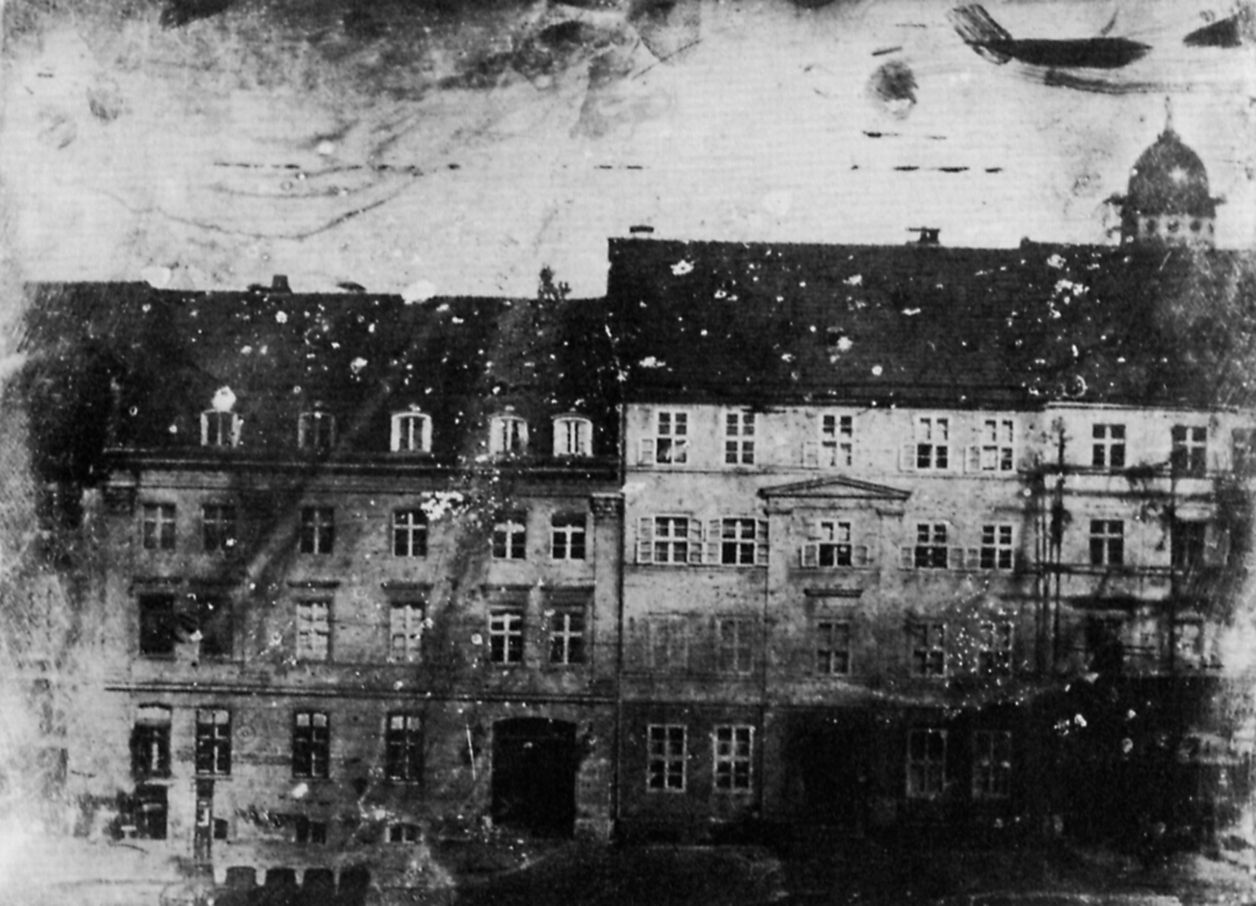
Der Hausvogteiplatz in Berlin-Mitte

Friedrich Wilhelm Halffter (* 23. Oktober 1821 in Berlin; † 21. Februar 1901 in Charlottenburg) war ein deutscher Daguerreotypist in der Anfangszeit der Fotografie.

## Leben

31. Mai 1851: Einweihung des Reiterstandbildes für Friedrich den Großen. Daguerreotypie von Wilhelm Halffter.

Wilhelm Halffter war nachweislich von 1840 bis nach 1860 in Berlin tätig. „Wilhelm Halffter muss, obwohl über seine Arbeit und sein Leben wenig bekannt ist, zu den bedeutendsten Fotografen der Frühzeit in Berlin gerechnet werden...“. W. Halffter unterhielt ein fotografisches Atelier in der Leipziger Straße 97 von 1851 bis 1863, in Nr. 118 im Jahr 1864 und in Nr. 91 bis 1866. Ab 1864 zeigte ein J.[ulius] Halffter als Fotograf zusätzlich an. Es gibt nach 1867 keine weitere Einträge in den Berliner Adressbüchern für ein fotografisches Atelier W.[ilhelm] Halffter.

## Werk
Seine Daguerreotypie vom 31. Mai 1851 von der Einweihung des Denkmals für Friedrich den Großen gilt als ein frühes Beispiele des Fotojournalismus. Sie ist signiert, datiert und beschriftet. Diese 24 × 30 cm große Daguerreotypie wird in der Fotografischen Sammlung des Museums Ludwig verwahrt. Eine weitere großformatige (21 × 15 cm) Daguerreotypie Halffters aus dieser Sammlung stellt Berlin, Alte Leipziger Straße (an der Kurstraße) dar und stammt aus dem Frühjahr 1840.
Der Autor Fritz Kempe hat eine weitere Daguerreotypie von Berlin beschrieben (Literatur). Sie zeigt die Häuser der Nummern 5, 6 und 7 am Hausvogteiplatz und ist von Halffter mit „Frühjahr 1840“ datiert worden. Auf der Rückseite die handschriftliche Notiz: Mit einem Planspiegel vor dem Objektiv aufgenommen. Ein Porträt von Karl August Varnhagen von Ense im Format 88 × 51 mm, vom 14. März 1853, aus dem Nachlass Gottfried Kellers befindet sich in der Zentralbibliothek Zürich. Während dieses Porträt den Abgebildeten mit seiner Brille zeigt, wurde eine weitere Aufnahme vom selben Datum ohne Varnhagens Brille gemacht. Diese letztere Version wurde nach dem heute in der Staatsbibliothek zu Berlin vorhandenen Exemplar als Frontispiz im Katalog von Ludwig Stern: Die Varnhagen von Ensesche Sammlung in der Königlichen Bilbiothek zu Berlin, Behr: Berlin 1911, abgedruckt.
Zwei der frühesten erhalten gebliebenen Daguerreotypien von Berlin, die Wilhelm Halffter im Jahr 1843 aufgenommen hat, befinden sich heute (Stand: 1998) im Agfa Photo-Historama in Köln. Beide zeigen Straßenszenen aus Berlin.

## Literatur

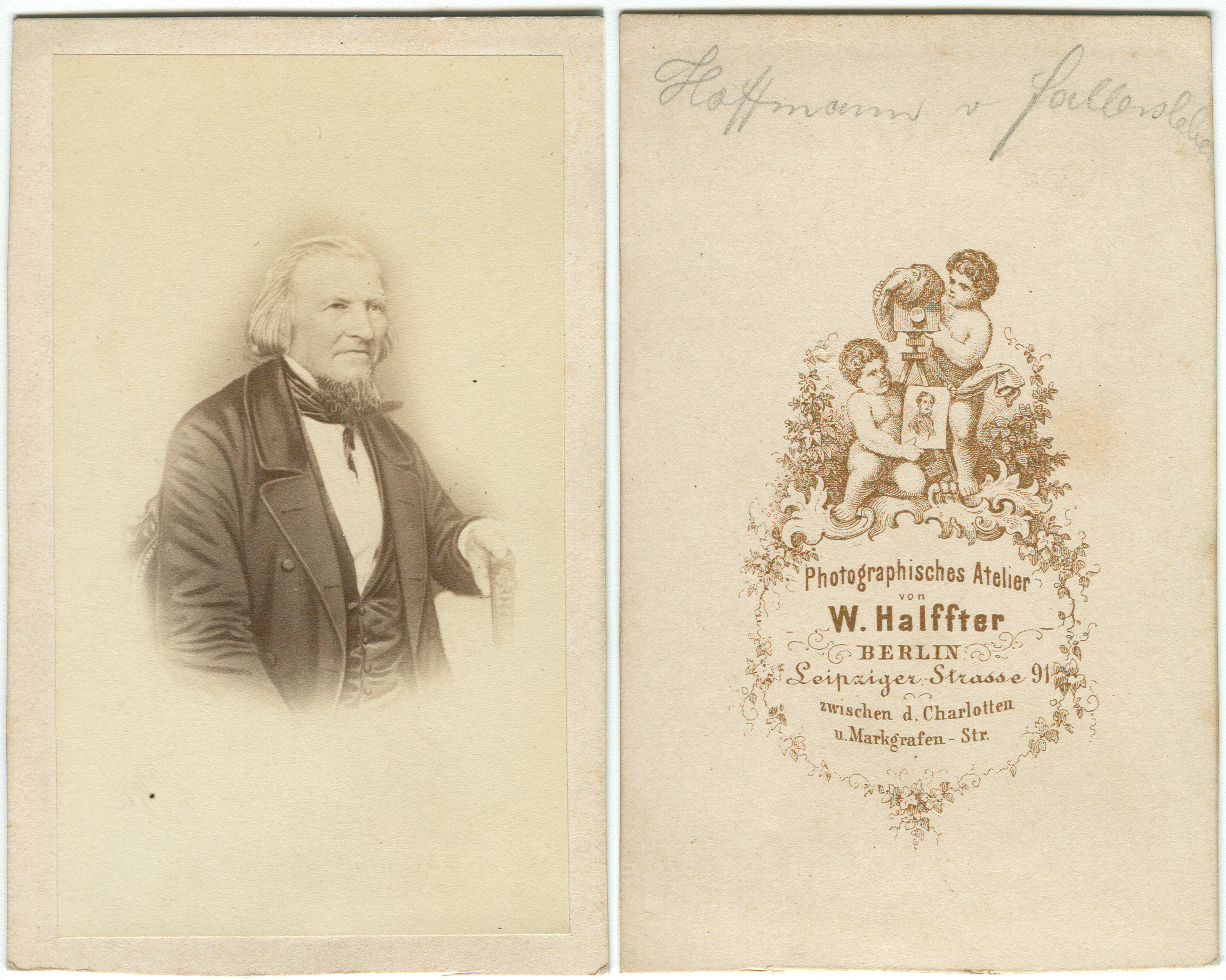
Carte de Visite und Revers von W. Halffter. Vignettiertes Porträt von Hoffmann von Fallersleben.